# 2002 CB225
2002 CB225, também escrito como 2002 CB225, é um objeto transnetuniano que está localizado no Cinturão de Kuiper, uma região do Sistema Solar. Este objeto é classificado como um cubewano. Ele possui uma magnitude absoluta de 6,8 e tem um diâmetro estimado com cerca de 192 km.

## Descoberta
2002 CB225 foi descoberto no dia 7 de fevereiro de 2002 pelo astrônomo Marc W. Buie.

## Órbita
A órbita de 2002 CB225 tem uma excentricidade de 0,084 e possui um semieixo maior de 44,336 UA. O seu periélio leva o mesmo a uma distância de 40,593 UA em relação ao Sol e seu afélio a 48,079 UA.